# Ainsley Seiger
Ainsley Cameron Seiger (Cary, 4 de Setembro de 1998) é uma atriz americana que atualmente aparece regularmente na série Law & Order: Organized Crime interpretando a personagem Jet Slootmaekers.

## Vida pregressa
Seiger é de Cary, Carolina do Norte. A mãe de Seiger é cantora de ópera e treinadora vocal, e seu pai é joalheiro e ourives.
Seiger estudou na Apex High School. Enquanto estava lá, ela atuou como Wednesday na produção da escola de The Addams Family, Cosette em Les Misérables e Nikki em Curtains the Musical. Em julho de 2016, ela foi selecionada como vencedora do Triangle Rising Stars pelo Durham Performing Arts Center. Além de ser um evento de qualificação para o National High School Musical Theatre Awards, os vencedores do Triangle Rising Stars receberam uma bolsa de estudos de US$ 1.000 e passaram uma semana na cidade de Nova York se apresentando no Minskoff Theatre, trabalhando com profissionais da Broadway e representando o Triangle no Jimmy Awards.
Seiger então frequentou a Escola de Artes da Universidade da Carolina do Norte em Winston-Salem, graduando-se em 2020.

## Carreira

### Teatro
Ainda na faculdade, Seiger interpretou Wendla em uma produção de Spring Awakening.
Em 2018, Seiger atuou nas produções do Virginia Theater Festival de A Chorus Line e The Cocoanuts. Ela começou a trabalhar com a equipe criativa do festival quando tinha quatorze anos.
Seiger desempenhou o papel principal em Violet no PlayMakers Summer Youth Conservatory em julho de 2021.
Em 2023, durante a greve do SAG-AFTRA, Seiger interpretou Sally Bowles em uma produção de Cabaret no Virginia Theatre Festival.

### Na Tela
O primeiro papel de Seiger nas telas foi em 2019, no curta-metragem American Waste. Ela também participou do curta-metragem Bernstein’s MASS: An Artist’s Call for Peace.
Em fevereiro de 2021, Seiger conseguiu seu primeiro grande trabalho em Hollywood quando se tornou regular na série Law & Order: Organized Crime, da NBC, interpretando o papel do hacker Jet Slootmaekers. Por causa da COVID, ela foi escalada para o papel enviando uma gravação. Uma semana depois, ela foi escalada e teve dois dias para se mudar para Nova York para as filmagens. Este foi seu primeiro crédito na televisão.

## Vida pessoal
Seiger usa qualquer pronome (ela/eles/ele) e é bissexual.

## Filmografia

### Filmes
| Ano  | Título                                       | Papel    | Notes |
| ---- | -------------------------------------------- | -------- | ----- |
| 2018 | Bernstein's MASS: An Artist's Call for Peace | Themself |       |
| 2019 | American Waste                               | Joan     |       |

### Televisão
| Year          | Title                             | Role                      | Notes                                  |
| ------------- | --------------------------------- | ------------------------- | -------------------------------------- |
| 2021–presente | Law & Order: Organized Crime      | Detetive Jet Slootmaekers | Papel no elenco principal              |
| 2021–2023     | Law & Order: Special Victims Unit | Detetive Jet Slootmaekers | 3 episódios                            |
| 2022          | Law & Order                       | Detetive Jet Slootmaekers | Episódio: "Gimme Shelter – Part Three" |